# Акжигитова, Надежда Ибрагимовна
Наде́жда Ибраги́мовна Акжиги́това (узб. Надежда Ибраһим кызы Акҗегетова, род. 1928) — советский и узбекский ботаник, геоботаник, эколог, доктор биологических наук.

## Биография
Родилась в 1928 году, в Узбекской ССР.
С 1955 года — сотрудник Института ботаники Академии Наук Узбекской ССР.
Защитила кандидатскую диссертацию «Растения как индикаторы засоления почв (в условиях Центральной Ферганы)», Ташкент, 1961.
В 1985 году заведующая лабораторией.
В 1982 году получила степень доктора биологических наук.

## Исследования
Н. И. Акжигитова исследовала биогеоценозы пустынной и степной зоны, она изучалала сдвиги в онтогенезе у растений высокогорий Памира, в окрестностях Ташкента, показала галофитную растительность Средней Азии и её индикационные свойства, а также рассмотрела механизмы устойчивости видового разнообразия травянистых растений дельты Амударьи в условиях изменяющегося климата. Надежда Ибрагимовна исследовала ареал растительности Казахстана и Средней Азии в пределах пустынной области, отразив основные результаты исследования в диссертации «Растения как индикаторы засоления почв (в условиях Центральной Ферганы)» и целом ряде других публикаций.

### Научные труды
- Индикаторные растительные группировки засоленных почв // Изв. Отд. с.-х. и биол. наук АН ТаджССР. — 1959. — № 1. — С. 23—41.
- К вопросу о связи химического состава растений с засолением почв // Узбек. биол. журн.. — 1959. — № 6. — С. 76—82.
- Зависимость распределения растений от степени засоления почв // Тр. Таш. ун-та. — 1961. — № 187. — С. 95—101.
- Растения как индикаторы засоления почв (в условиях Центральной Ферганы) // Автореф. дис. канд. биол. наук. — 1961.— 16 с.
- Естественная растительность Голодной степи и её хозяйственное значение // Очерки по географии растительного покрова Узбекской ССР. — Ташкент, 1969. — С. 152—178.
- Особенности строения корневых систем основных эдификаторов Юго-Западных Кызылкумов // Проблемы освоения пустынь. — 1971. — № 1. — С. 75—82.
- Галофильная растительность Halophyta // Растительный покров Узбекистана и пути его рационального использования. — Ташкент, 1973. — № 2. — С. 211—303.
- Черносаксаульники пустынь Узбекистана // Проблемы освоения пустынь. — 1973. — № 6. — С. 29—35.
- Зейдлициевая формация юга Узбекистана // Узбек. биол. журн.. — 1974. — № 1. — С. 31—34.
- Акжигитова Н. И., Лежнева Н. Д. Накопление некоторых микроэлементов в растениях Кураминского хребта // Узбек. биол. журн.. — 1975. — № 3. — С. 23—41.
- Эфемеровая растительность Ephemerophyta // Растительный покров Узбекистана и пути его рационального использования. — Ташкент, 1976. — № 3. — С. 8—71.
- О процессе галофитизации эфемеровой растительности // Узбек. биол. журн.. — 1976. — № 1. — С. 48—51.
- Индикаторные свойства растительности пустынь // Узбек. биол. журн.. — 1978. — № 5. — С. 37—42.
- Экологическая классификация галофитов // Изв. АН УзССР. — 1981. — № 10.
- Галофильная растительность Средней Азии и ее индикационные свойства. — Ташкент: Фан, 1982. — 192 с. Архивировано 1 апреля 2015 года.
- Акжигитова Н. И., Брекле З.-В., Винклер Г. и др. Ботаническая география Казахстана и Средней Азии (в пределах пустынной области) / ред. Е. И. Рачковская, Е. А. Волкова, В. Н. Храмцова. — СПб., 2003. — 424 с.